# Mehmet Bozdoğan
Mehmet Bozdoğan (* 4. Juni 1977 in Berlin) ist ein deutscher Schauspieler.
Stationen am Theater in Berlin waren unter anderem das Hebbel-Theater, das Teatr Studio, das Tiyatrom und das Diyalog TheaterFest. Unter Meray Ülgen spielte Bozdoğan am Wupper-Theater und in Berlin.
In Kino und Fernsehen spielte Bozdoğan zuerst fast nur Kleinstrollen, z. B. in Zeit der Schläfer und Wolffs Revier; dabei musste er häufig gebrochenes Deutsch sprechen, obwohl er neben Englisch und Türkisch akzentfrei Hochdeutsch spricht.
Seine bislang bekannteste Rolle ist eine der durchgängigen Nebenrollen in der ZDF-Krimireihe Der Kriminalist. Hier spielte er in der zweiten und dritten Staffel den Kriminalbeamten Bülent Çelik.